# Новоселяне
За едноименното село в Република Македония вижте Новоселяне.
Новоселяне е село в Западна България. То се намира в община Бобов дол, област Кюстендил. Състои се от седем махали, които съществуват от основаване на селото : Цинцарска махала, Гюзелска махала, Байрамска махала, Сарафска махала, център, Горна махала и Дуранска махала.

## География
Село Новоселяне заема централно място на територията на Община Бобов дол с площ от 6.9 кв. км и население 61 души. Отстои на 17 км от град Бобов дол и на 15 км от град Дупница.

## История
Село Новоселяне е старо селище и датира от 1576 г., то е било трето по големина в Разметанишкия район след село Баланово и село Коркина. Според историята и събраната информация от будни граждани, най-старото село Новоселяне е било разположено в местността „Света Богородица“ между селата Горна Козница и Углярци, където и днес има наименование на местност „Новоселските ливади“.
По-късно вероятно за по-удобно селото се разполага в местността „Сенокос“, от където носи тогавашното си име, където днес е разположена „Помпената станция“ на новия водопровод за питейно вода, на която местност се виждаха основите на стари сгради. По време на османската власт, хората, тормозени и измъчвани от турците са принудени да напуснат родното си място и се разселват, като една част отиват покрай гара Пирин, Благоевградски окръг, където и днес съществува с. Сенокос, а другата част се заселва на днешното място на село Новоселяне, това става през 17 век. Съгласно историята на Дупница и Дупнишка околия, днешното с. Новоселяне живее и твори на сегашното си място около 350 години. През вековете населението е имало за основен поминък земеделие и животновъдство. Земята е плодородна, за това говорят фактите, че в селото е имало много турско население и още по-добре говори факта, че лятната резиденция на Самуил е била в местността „Връм“, която с намира в землището на с. Новоселяне. През време на работа и особено пренасаждането на лозя в района на „Връм“ са намерени до 200 литра глинени съдове и крепостни тухли, което идва да потвърди историята на селото. Заедно с днешното с. Бабинска река, което е било махала от с. Новоселяне, което се е отделило от с. Новоселяне през 1950 г., населението е наброявало около 1500 жители. При преброяването през 1946 г. населението е било 1020 души, а през 1975 г., Новоселяне наброява 320 души, а Бабинска река – 244 души.
Село Новоселяне има богата история. В къщата на свещеник Стоимен Радов в продължение на 20 дни се е укривал Васил Левски, тя се е намирала в непосредствена близост до черквата. Тук Васил Кунчев – Левски създава първият таен революционен комитет в Дупнишкия край през 1867 година, който комитет се е състоят от 13 души: ПопСтоимен Радов – председател на комитета, Петре Даскала – касиер, Коте радов Виячки – куриер и членове Коте Илиев Байрамски, Тоне Цинцарски, Тене Цинцарски, Мине Мишов, Мине Дурански, Мите Стоименов Байрамски, Тоне Заринчев, Мине Гюзелски, Начко Веселинов, Мите Минички. Впоследствие в комитета влизат още прогресивно настроени хора, но техните имена не са известни. Паролата на тайния раволюционен комитет е била „Шунур“, от където поп Стоимен Радов, като председател на комитета получава псевдонима поп Шунур. Под негово ръководство започва Строителството на черквата през 1860 г. и завършва през 1869 г., която се превръща във важен културен просветен център за целия район и околните села, защото тази черква по дърворезба стои на второ място след Рилски манастир. Васил Левски е бил легализиран пред турците, като в течение на тези 20 дни от неговото пребиваване в селото, като майстор строител и бояджия на черквата.

## Население
Численост и дял на етническите групи според преброяването на населението през 2011 г.:
|                     | Численост | Дял (в %) |
| Общо                | 75        | 100,00    |
| Българи             | 75        | 100,00    |
| Турци               | 0         | 0,00      |
| Цигани              | 0         | 0,00      |
| Други               | 0         | 0,00      |
| Не се самоопределят | 0         | 0,00      |
| Неотговорили        | 0         | 0,00      |